# Komet Reinmuth 2
Komet Reinmuth 2  (uradna oznaka je 44P/Reinmuth) je periodični komet z obhodno dobo okoli 7,1 let. Pripada Jupitrovi družini kometov.

## Odkritje
Komet je odkril 10. septembra 1947 nemški astronom Karl Wilhelm Reinmuth  (1892 – 1979) na Deželnem observatoriju Heidelberg-Königstuhl v Nemčiji. 

## Lastnosti
Premer jedra kometa je 3,22 km .